# Atroxima liberica
Atroxima liberica là một loài thực vật có hoa trong họ Polygalaceae. Loài này được Stapf mô tả khoa học đầu tiên năm 1905.